# Jan Vos
Jan Vos (Utrecht, 17 d'abril de 1888 - Dordrecht, Holanda del Sud, 25 d'agost de 1939) va ser un futbolista neerlandès que va competir a començament del segle xx. Jugà com a davanter i en el seu palmarès destaca la medalla de bronze en la competició de futbol dels Jocs Olímpics d'Estocolm, el 1912.
Pel que fa a clubs, jugà a l'UVV Utrecht, l'Sparta Rotterdam i el D.F.C.. A la selecció nacional jugà un total de 15 partits, en què marcà 10 gols. En el partit pel tercer lloc dels Jocs Olímpics marcà 5 gols, fita sols igualada a la selecció neerlandesa per Leen Vente (1934), John Bosman (1987) i Marco van Basten (1990). Debutà contra Anglaterra el març de 1912 i disputà el seu darrer partit contra Dinamarca el maig de 1914.